# Loreto Seguel
Loreto Seguel King (25 de octubre de 1976) es una ingeniera civil y política chilena. Fue ministra directora del Servicio Nacional de la Mujer (SERNAM) y subsecretaria de Servicios Sociales durante el primer gobierno de Sebastián Piñera. Fue presidenta de la Empresa Portuaria de Arica y directora en Dictuc S.A.  A inicios de 2021 asumió como la presidenta del Sistema de Empresas Públicas (SEP), cargo que ejerció hasta marzo de 2022.
Desde 2025 se desempeña como presidenta ejecutiva en la asociación gremial chilena «Consejo del Salmón».

## Biografía
Loreto nació en Santiago en 1976, viviendo posteriormente 12 años en Coyhaique. Es Ingeniero Civil y Magíster en Ciencias de la Ingeniería de la Pontificia Universidad Católica de Chile. Especialista en el diseño estratégico de políticas y vinculación de diferentes sectores, en particular el sector público, el mundo empresarial y gremial.
Loreto ha desarrollado una vasta carrera tanto en el ámbito empresarial como público, destacando su rol como emprendedora, lo que la llevó a ser elegida Emprendedora Endeavor en 2006. Fue Seremi y Subsecretaria de Servicios Sociales del Ministerio de Desarrollo Social y Ministra del Servicio Nacional de la Mujer en 2013. En los últimos años Loreto se ha desempeñado como Directora de empresas públicas y privadas tales como Dictuc S.A. y Directora y Presidente de la Empresa Portuaria de Arica.
En 2021 es nombrada por el presidente de la República como Presidenta del Sistema de Empresas Públicas, que agrupa a 20 de las empresas estatales que son estratégicas para el desarrollo del país. En este rol, ha sido clave su preparación en áreas de Alta Dirección y gestión de Gobiernos Corporativos. 
En el gobierno se ha desempeñado como asesora del Consejo Regional Metropolitana (bancada de la Unión Demócrata Independiente, 2002-2003), secretaria Regional Ministerial de la Región Metropolitana de Santiago y secretaria Ejecutiva del Sistema de Protección Social (SEPS), ambos del antiguo Ministerio de Planificación y Cooperación (MIDEPLAN).
En 2010 se incorporó como militante de la UDI. El 8 de noviembre de 2011, durante el primer gobierno de Sebastián Piñera, fue nombrada subsecretaria de la recién creada Subsecretaría de Servicios Sociales, dependiente del Ministerio de Desarrollo Social. Cesó en ese cargo el 22 de abril de 2013, cuando fue nombrada ministra directora del Servicio Nacional de la Mujer, en reemplazo de Carolina Schmidt, quien asumió la cartera de Educación. Se mantuvo como ministra hasta el fin del gobierno de Piñera, el 11 de marzo de 2014.
En 2015 renunció a la UDI. Fue candidata a alcaldesa por comuna de Conchalí por Chile Vamos. 
Desde el 7 de diciembre del 2018 hasta enero de 2021, se desempeñó como Presidenta de la Empresa Portuaria de Arica y como directora en Dictuc S.A.
El 27 de enero de 2021 fue nombrada por el presidente Sebastián Piñera como presidenta del Sistema de Empresas Públicas (SEP), Loreto Seguel posee una amplia trayectoria no solo en el sector público, sino también en el privado; en el cual fue consultora en estrategia de vinculación entre el mundo público y privado, miembro del grupo de directores de grandes y medianas empresas chilenas bajo coordinación de ICARE, y premio 100 mujeres líderes 2005, 2011 y 2013 otorgado por Economía y Negocios del Mercurio y Mujeres Empresarias.

## Reconocimientos
- Premio “100 Mujeres Líderes” (2005), otorgado por Economía y Negocios de El Mercurio y Mujeres Empresarias.
- Premio “ Joven Emprendedora” (2005), otorgado por Mujeres Empresarias.100 Jóvenes Líderes 2006, otorgado por Revista el Sábado del diario El Mercurio.[4]
- Emprendedora Endeavor (2006). Organización internacional sin fines de lucro, orientada a impulsar emprendimientos de aIto impacto en economías emergentes.
- Pathway to Prosperity, (2009) iniciativa del Departamento de Estado Norteamericano para el desarrollo del emprendimiento femenino en los países que cuentan con Tratados de Libre Comercio con los Estados Unidos.[5]
- Premio “100 mujeres Lideres” (2012), como Subsecretaria de Servicios Sociales del Ministerio de Desarrollo Social, otorgado por El Mercurio.
- Premio “100 mujeres Lideres” (2013), como Ministra del Servicio Nacional de la Mujer, otorgado por El Mercurio.

## Historial electoral

### Elecciones municipales de 2016
- Elecciones municipales de 2016, por la alcaldía de Conchalí[6]

| Candidato               | Pacto                        | Partido | Votos | %       | Resultado |
| ----------------------- | ---------------------------- | ------- | ----- | ------- | --------- |
| Esteban Alvear Alvear   | Poder Ecologista y Ciudadano | PEV     | 2094  | 7,08 %  |           |
| Marcela Rosas Belmar    | Nueva Mayoría                | PS      | 8302  | 28,05 % |           |
| Loreto Seguel King      | Chile Vamos                  | Ind.    | 7174  | 24,24 % |           |
| Rolando Jiménez Pérez   | Yo Marco por el Cambio       | PRO     | 826   | 2,79 %  |           |
| Gustavo Vergara Rojas   | Independiente                | Ind.    | 1677  | 5,67 %  |           |
| René de la Vega Fuentes | Independiente                | Ind.    | 8485  | 28,67 % | Alcalde   |
| Lorenzo Molina Ramírez  | Independiente                | Ind.    | 1034  | 3,49 %  |           |

### Elecciones parlamentarias de 2017
- Elecciones parlamentarias de 2017 a Diputado por el distrito 13 (El Bosque, La Cisterna, Lo Espejo, Pedro Aguirre Cerda, San Miguel y San Ramón) [7]

| Candidato                    | Pacto                    | Partido     | Votos  | %     | Resultado |
| ---------------------------- | ------------------------ | ----------- | ------ | ----- | --------- |
| Guillermo Teillier del Valle | La Fuerza de la Mayoría  | PCCh        | 28 780 | 11,75 | Diputado  |
| Tucapel Jiménez Fuentes      | La Fuerza de la Mayoría  | PPD         | 22 580 | 9,21  | Diputado  |
| Eduardo Durán Salinas        | Chile Vamos              | RN          | 19 708 | 8,04  | Diputado  |
| Cristhian Moreira Barros     | Chile Vamos              | UDI         | 18 127 | 7,40  | Diputado  |
| Daniel Melo Contreras        | La Fuerza de la Mayoría  | PS          | 17 947 | 7,32  |           |
| Macarena Donoso Rojas        | Chile Vamos              | RN          | 14 843 | 6,06  |           |
| Gael Yeomans Araya           | Frente Amplio            | RD          | 13 686 | 5,59  | Diputada  |
| Irma Pérez Llanquín          | Frente Amplio            | PEV         | 11 630 | 4,75  |           |
| Álvaro Pillado Irribarra     | Chile Vamos              | UDI         | 9895   | 4,04  |           |
| Mauricio Carrasco Nuñez      | Frente Amplio            | Ind-PEV     | 9463   | 3,86  |           |
| Loreto Seguel King           | Chile Vamos              | Ind-Evópoli | 8540   | 3,49  |           |
| Rodolfo Seguel Molina        | Convergencia Democrática | PDC         | 7462   | 3,05  |           |